# Annona ambotay
Annona ambotay este o specie de plante angiosperme din genul Annona, familia Annonaceae, descrisă de Jean Baptiste Christophe Fusée Aublet. Conform Catalogue of Life specia Annona ambotay nu are subspecii cunoscute.